# Teppei Isaka
Teppei Isaka (井坂 鉄平 Isaka Teppei?), född 23 oktober 1974 i Ibaraki prefektur, är en japansk tidigare fotbollsspelare.
Isaka började sin karriär 1993 i JEF United Ichihara. 1997 flyttade han till Mito HollyHock. Han avslutade karriären 1998.